# Pasticcio (musica)

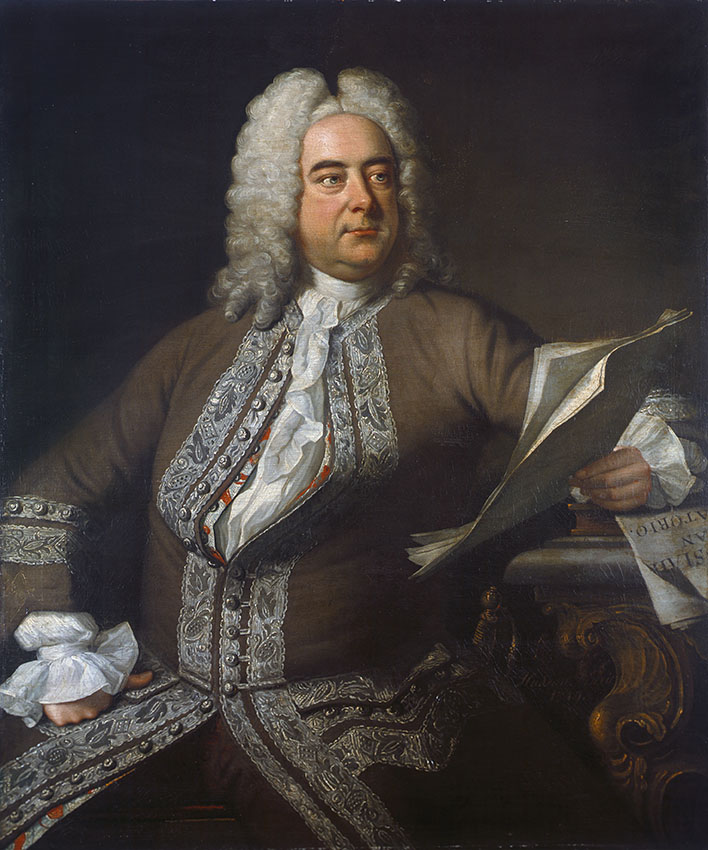
Georg Friedrich Händel.

Con il termine pasticcio, in musica, si definisce una composizione musicale, generalmente un'opera, scritta da diversi autori o comunque composta da brani tratti da lavori diversi preesistenti.

## Storia
Il pasticcio era una composizione tipica del periodo barocco. Si trattava di un'opera che il compositore realizzava assemblando pezzi di altri autori, con o senza il loro permesso, e parti originali. Le porzioni prese in prestito da altri potevano essere più o meno adattate, specialmente quando il testo originario doveva essere sostituito da un testo nuovo. Il pasticcio ricalca nella musica ciò che è il centone nella letteratura.
Lo scopo dei pasticci era principalmente quello di comporre opere velocemente, magari sfruttando arie che avevano già riscosso particolare successo fra il pubblico.
Il termine venne usato per la prima volta nel 1742 in inglese e nel 1795 in italiano. Nel XVIII secolo i pasticci erano realizzati frequentemente da autori come Georg Friedrich Händel (per esempio l’Oreste del 1734, l’Alessandro Severo del 1738 o il Giove in Argo del 1739), Antonio Vivaldi (l'opera Rosmira fedele del 1738, assemblata con musiche dello stesso Vivaldi e di Antonio Maria Mazzoni, Giuseppe Antonio Paganelli, Antonio Gaetano Pampani, Girolamo Micheli, Johann Adolf Hasse e Georg Friedrich Händel), Christoph Willibald Gluck e Johann Christian Bach.
Il pasticcio, poiché all'epoca non esisteva la tutela del diritto d'autore, non era considerato una pratica negativa. Non esistendo le registrazioni sonore, le composizioni, se non più rappresentate, andavano perdute velocemente. Il pasticcio, quindi, permetteva di dare "nuova vita" a musiche che precedentemente avevano riscosso particolare successo.
Anche alcune composizioni orchestrali, a volte, erano assemblate con brani già esistenti, come i primi quattro concerti per pianoforte di Wolfgang Amadeus Mozart. Questi concerti (KV 37, 39, 40 e 41) sono costituiti principalmente da movimenti di sonate di altri compositori, che Mozart arricchì con le parti per l'orchestra.